# Lijst van Belgische adelsverheffingen 1924
Personen die in 1924 in de Belgische adel werden opgenomen of een adellijke titel verkregen.

## Graaf
- Jonkheer Alexander de Hemptinne (1866-1955), hoogleraar, de titel graaf overdraagbaar bij eerstgeboorte.

## Baron
- Henri de Beco, gouverneur van de provincie Brabant, erfelijke adel en de titel van baron, overdraagbaar bij eerstgeboorte.
- Jonkheer Alexandre Ernst de Bunswyck (1865-1927), voorzitter hof van beroep van Brussel, de titel van baron, overdraagbaar bij eerstgeboorte.
- Jonkheer Paul de Gerlache (1852-1930), vrederechter, de titel van baron, overdraagbaar bij eerstgeboorte.
- Jonkheer Adrien de Gerlache de Gomery, de titel van baron, overdraagbaar bij eerstgeboorte.
- Jonkheer Paul d'Udekem d'Acoz (1865-1952), de titel baron, overdraagbaar bij eerstgeboorte.
- Jonkheer Fernand Wahis (1879-1946), de titel baron, overdraagbaar bij eerstgeboorte.
- Jonkheer Jacques Wahis (1895-1956), de titel baron, overdraagbaar bij eerstgeboorte.
- Jonkheer Georges Wahis (1898-1965), de titel baron, overdraagbaar bij eerstgeboorte.

## Ridder
- Charles Lagasse de Locht (1845-1937), directeur-generaal Bruggen en Wegen, erfelijke adel en de titel ridder, overdraagbaar bij eerstgeboorte.
- Paul von Monschaw (1873-1954), burgemeester van Sankt Vith, inschrijving in Belgisch adelsregister met de titel ridder, overdraagbaar op alle mannelijke afstammelingen.

## Jonkheer
- Antoine Ball (1897-1981), inlijving, erfelijke adel (uitgedoofd).
- John Ball (1898-1969), inlijving, erfelijke adel (uitgedoofd).
- Georges Bauwens (1860-1933), advocaat, erfelijke adel.
- Emile de le Court (1871-1932), raadsheer Hof van Cassatie, erfelijke adel.
- Georges de le Court (1866-1943), voorzitter hof van beroep van Brussel, erfelijke adel.
- Paul de le Court (1869-1941), erfelijke adel.
- Victor de le Court (1861-1944), erfelijke adel.
- Henri de le Court (1867-1933), raadsheer hof van beroep van Brussel, erfelijke adel.
- Robert de Fontaine (1864-1948), erfelijke adel. In 1938: riddertitel, overdraagbaar bij eerstgeboorte.
- Edouard Glénisson (1868-1929), arrondissementscommissaris, erfelijke adel.
- Maurice Jacmart (1897-1956), generaal-majoor, erfelijke adel.
- Jean-Henri Jacmart (1899-1969, erfelijke adel.
- Raymond Jacmart (1906-1970), erfelijke adel.
- Jean Lippens (1909-1967), burgemeester van Moerbeke-Waas, erfelijke adel.
- Robert Lippens (1911-1996), erfelijke adel.
- Charles Plissart (1872-1936), burgemeester van Schelderode erfelijke adel.
- Ivan Plissart (1875-1957), erfelijke adel.
- Rodolphe Plissart (1877-1939), erfelijke adel.

## Jonkvrouw
- Suzanne Orban, weduwe van Paul Lippens, persoonlijke adel.
- Marie-Charlotte Staes, weduwe van Charles Jacmart, persoonlijke adel.